# Salvador Sostres i Tarrida
Salvador Sostres i Tarrida (Barcelona, 1975) és un escriptor, polemista i periodista català. És articulista i redactor del diari madrileny ABC.

## Biografia
Alumne del Col·legi Aula, cursà un any a la Facultat de Ciències de la Informació de la UAB, però abandonà els seus estudis universitaris per dedicar-se plenament a l'escriptura. S'ha dedicat primordialment a articles d'opinió tot i que també ha escrit entrevistes, cròniques, assajos i llibres de ficció.
Entre el 2000 i el 2009 va col·laborar amb el diari Avui, en la redacció cada dia de la columna Llir entre cards. Fins al 2004 va col·laborar amb el portal e-notícies. Aquell mateix any va obtenir el Premi Card de l'Associació de Dones Periodistes de Catalunya. Posteriorment va ser col·laborador de Crónicas Marcianas, un programa nocturn de Telecinco presentat per Xavier Sardà, i va presentar el guinyol Les nines a Canal Català. També ha col·laborat amb Joan Barril a COM Ràdio, i amb Alfons Arús a Arucitys. Va col·laborar amb el diari El Mundo fins a la incorporació del director David Jiménez, qui va decidir prescindir dels seus serveis a principis de juny de 2015. Ja el 2010, 120 periodistes del rotatiu havien enviat una carta conjunta al llavors director Pedro J. Ramírez demanant que despatxés Sostres, entenent que «atacava els principis fundacionals del diari». Pocs dies més tard del seu cessament a El Mundo, va anunciar a través del seu blog personal que s'incorporava al diari ABC.

## Ideari
Ell mateix s'autodefineix com un "home blanc, catòlic i català". Els seus textos sovint generen polèmica pel to àcid de les seves crítiques, fent comentaris polèmics sobre els xarnegos, valoracions sobre la immigració, el racisme, el terrorisme o les persones dels segments de població menys afavorits econòmicament. També ha criticat públicament els Sindicats i els Comitès d'Empresa. També és coneguda la seva crítica del feminisme, les seves valoracions sobre les relacions home-dona i la seva posició en contra de les quotes de gènere en els partits polítics. Els seus textos li han valgut certes acusacions de masclista, prosionista, misogin i homòfob. Darrerament ha donat suport entusiasta a Donald Trump.
S'havia declarat públicament independentista i votant de Convergència Democràtica de Catalunya. Avui dia, emperò, ataca durament el procés independentista català, tant en articles de premsa com en intervencions en tertúlies de televisió i de ràdio, així com al seu blog personal; i ha arribat a blasmar el catalanisme polític en general, de què avui opina (piulada de 9 juliol 2017): "El catalanismo político es un pobre desgraciado que ha perdido la cabeza por una chica del 'peep show' mientras su mujer le ruega desesperada que vuelva a casa". De fet, ha fet abjuració explícita tant de l'independentisme com, més genèricament, del mateix nacionalisme català.

## Polèmiques destacades
- Al llarg de 2003 publicà articles summament polèmics a la seva secció habitual Lliri entre cards. D'entre ells són dignes d'esment Tocar per tocar i Pagar d'entrada, que motivaren que l'Associació de Dones Periodistes de Catalunya li atorguessin el premi "El Card" per llur missatge misogin.[21] També és d'aquesta època l'article La puta dedicat a la periodista Júlia Otero, així com El club de la mentida, escrit poc després de les eleccions del Futbol Club Barcelona, dedicat a Joan Laporta i molt en contradicció amb la seva posterior defensa aferrissada del President del Barça.
- Sostres escrivia una columna diària a E-notícies fins desembre de 2004, quan va abandonar el diari perquè el director li va censurar un article on emetia greus acusacions envers el setmanari El Triangle.[22][23]
- L'abril de 2005 va publicar un article a l'Avui on deia que el castellà és de pobres i d'horteres, d'analfabets i de gent de poc nivell parlar un idioma que fa aquest soroll tan espantós per pronunciar la jota.[24] Tot i això, Sostres ha publicat llibres en aquest idioma i ha participat en tertúlies televisives de cadenes espanyoles.
- El juliol de 2006 el president de la Generalitat de Catalunya, Pasqual Maragall, es va querellar contra l'escriptor per dos articles apareguts al seu blog personal. Sostres qüestionava Maragall sobre una suposada addicció a la beguda i les seqüeles mentals que li hauria deixat.[25]
- L'octubre de 2007 va deixar de col·laborar al diari digital El Singular Digital, on escrivia un article diari des de feia uns mesos. Sostres va publicar sencer al seu bloc un article que el director de l'esmentat diari digital, Jordi Cabré, havia retallat i que criticava durament l'aleshores director de l'Oficina de Comunicació de la Generalitat, Antonio Bolaño, i el periodista de La Vanguardia Francesc-Marc Àlvaro.[26] Segons Sostres, les possibles subvencions que podia rebre El Singular Digital, i que les critiques a Bolaño posaven en perill, eren el motiu de l'acomiadament. Tot i això poc després va publicar un altre article mostrant-se dolgut i reconciliador.
- El 17 de novembre de 2009 publicà una nota anunciant la seva renúncia a escriure més pel diari Avui, que quedaria exposada més extensament l'endemà en la columna que tenia reservada al rotatori.[2]
- El 15 de gener de 2010 escrigué al seu blog, arran del terretrèmol d'Haití: "Això d'Haití és un drama però el món, de vegades, fa net. No podem viure tots tant de temps i només els millors i els que viuen en millors condicions perduren. El món menstrua, com així ha de ser. No me n'alegro, de la tragèdia d'Haití, però aquestes coses passen i equilibren el planeta. (...). Morir és tràgic però viure a Haití no pot dir-se que sigui gaire més agradable. Vull dir que els morts d'aquests dies tenen, com a mínim, el consol de no haver de continuar vivint a Haití. Si això hagués passat a Europa sí que hauria estat un autèntic drama. Haití qui sap on és, qui sap on para. Es pot ser tendre i ser dur. El món menstrua i tria el dia, el raig i el lloc oportú."[27]
- El 20 de setembre de 2010 realitza, pel diari El Mundo, un polèmic article[28] sobre José Antonio Labordeta, finat el dia abans.
- L'11 de novembre de 2010, al programa de debat de Telemadrid Alto y Claro, dirigit per Isabel San Sebastián, Salvador Sostres -durant una pausa publicitària- va comparar les dones madures i les joves tot afirmant que les noies de 17, 18 i 19 anys "encara no fan olor d'àcid úric, estan netes, tenen una olor de sanitat". Aleshores, la moderadora el va intentar intimidar advertint-li de la presència d'escolars al plató i, a la pregunta d'on venien, els nois contestaren que de Rabat, Tarragona i Cadis. Sostres respongué "de Marroc i de Catalunya? Això és un col·legi o una ONG?". Les seves paraules van indignar la presentadora.[29] Uns dies després, el Defensor del Menor de la Comunitat de Madrid, Arturo Calanda, va obrir un expedient a Salvador Sostres per "apologia de la pedofília", un delicte inexistent a l'Estat espanyol.
- El 17 de febrer de 2011 va escriure una necrològica amb motiu de la defunció inesperada del cuiner Santi Santamaria on, entre altres coses, el va considerar "mort, com a cuiner, des de fa 10 anys", a més de dedicar-li diferents insults al llarg de l'escrit.[30]
- El 7 d'abril de 2011, el seu polèmic article Un chico normal, sobre el presumpte assassí d'una noia romanesa (vegeu més avall), va haver de ser retirat del web del diari El Mundo.[31]
- El 21 de novembre de 2011, l'endemà de la desfeta electoral del PSC (PSC-PSOE), presumí d'haver vexat una socialista tot sodomitzant-la,[32] en un context tal que moltes fonts hi veieren una referència a Carme Chacón.[33] L'autor esborrà aquest apunt l'endemà.[34]

## Algunes afirmacions polèmiques
- Sobre Salvador Puig Antich, l'anarquista català assassinat pel franquisme, a garrot vil, el 1974: "Si Salvador Puig Antich fos viu seria a la presó. No era un pres polític sinó un delinqüent" ("Salvador". Avui, 14 juliol 2006).[35]
- Sobre la intel·ligència de les dones: "Llega el sol y las chicas muestran con total descaro cuáles son sus prioridades y su principal esplendor. La belleza es una característica femenina tal como el talento es una característica masculina. (...)“Yo quiero que me valoren por mi inteligencia”, dice la chica que no ha escrito nunca ningún libro y toma el sol en tetas. Una mujer es su cuerpo."[36]
- Sobre la igualtat: "La confrontación hombre-mujer es tan estéril como la confrontación entre empleado y patrón; porque los empresarios son los que pagan los derechos de los trabajadores y también porque las mujeres que intentan ser igual que los hombres tienen que saber que, a hombres, siempre vamos a serlo más nosotros y ellas van a sentirse todo el tiempo frustradas. Ni las chicas sirven para cargar cajas ni los chicos para envolver regalos. No es lo mismo que llegues a casa y te encuentres al niño cepillándose a una muchacha estupenda que encontrarte a tu hija en el sofá o en tu propia cama, a cuatro patas, por bueno que esté el chaval. Y esto no es machismo, es la vida misma, estamos programados así y negarlo es mentirnos".[37]
- Sobre la violència de gènere: "El chico rumano de 21 años que ha estrangulado a su novia embarazada, también rumana, de 19, “era un chico normal”, según han dicho de él sus vecinos y conocidos.(...) Porque un chico normal de 21 años que está enamorado de su novia embarazada, es normal que pierda el corazón y la cabeza, el sentido y el mundo de vista, si un día llega a casa y su chica le dice que le va a dejar y que además el bebé que espera no es suyo. (...) Digo que a este chico les están presentando como un monstruo y no es verdad. No es un monstruo. Es un chico normal que se rompió por donde todos podríamos rompernos."[38]

- Sobre l'atur i les prestacions d'atur: "En nuestro país, ser un gandul tiene premio, el premio de una vida regalada. Vivimos tan bien que ni los idiotas se mueren de hambre, siempre subvencionados."[39]
- Sobre Aznar i la Guerra d'Iraq: "Aznar tuvo razón con la guerra de Irak y que Tony Blair se haya disculpado por aquella intervención es otro síntoma de la decadencia británica. Aznar tuvo razón con aquella guerra, pero sobre todo con aquellas alianzas, y fue brillante su intento de situar a España en el eje imperial para superar la agotada dialéctica francoalemana."[40]
- Sobre el dictador Francisco Franco Bahamonde: "Ningú no ha fet tant pel catalanisme com Franco. Ningú l'ha esperonat tant, ningú no li ha mostrat d'una manera més bella i generosa els camins de la lírica."[41] "Hitler asesinó a diez millones de personas y planeó el exterminio del pueblo judío, en una atrocidad sólo comparable a la de Stalin, el otro gran socialista de su era. Nada que ver con las 23.000 personas a las que Franco mandó fusilar, una cifra que en cambio sí es comparable con los crímenes de la República. -- Si Hitler se suicidó y no legó nada más que destrucción, vergüenza y dolor a Alemania, Franco salvó la vida de miles de judíos, murió en la cama y nos dejó en herencia a un Rey extraordinario, un país perfectamente incorporado a la Civilización, con unas magníficas relaciones internacionales y las condiciones atadas y bien atadas para el advenimiento de la democracia, que fue su gran obra póstuma."[42]
- Sobre el Primer de Maig: "Hoy es un día siniestro. El sindicalismo es lo contrario de trabajar, tal como los convenios colectivos son un insulto al trabajador honrado y los liberados sindicales el más clamoroso refugio de holgazanes y canallas.-- Quien defiende a los trabajadores son los empresarios."[43]
- Sobre Donald Trump i Barack Obama: "América vuelve a ser América y no esa cofradía del pobrecito en que la había convertido Obama con su ecologismo tercermundista, su desprecio a la civilización y su modo de atacar, con la patraña insultante del Obamacare, la idea fundamental en que se basa América. Que las referencias al cambio climático hayan desaparecido de la web [sic] de la Casa Blanca es una histórica patada en el culo al populismo de la peor calaña. América vuelve a ser América, y los empresarios vuelven a ser tratados como los héroes que son".[44]

## Obres publicades
- Libro de los imbéciles (1999, ISBN 978-84-350-0836-5)
- Lucía (2000, ISBN 978-84-350-0886-0)Re
- Escric molt bé (2003, ISBN 978-84-96201-01-9)
- Ara sí que som plurals (2004, ISBN 978-84-664-0440-2)
- Sóc Convergent: i què? (2005, ISBN 978-84-8437-847-1)
- Jo (2006, ISBN 978-84-9734-418-0)
- Viatge de noces (A contravent, 2009)